# National Ignition Facility

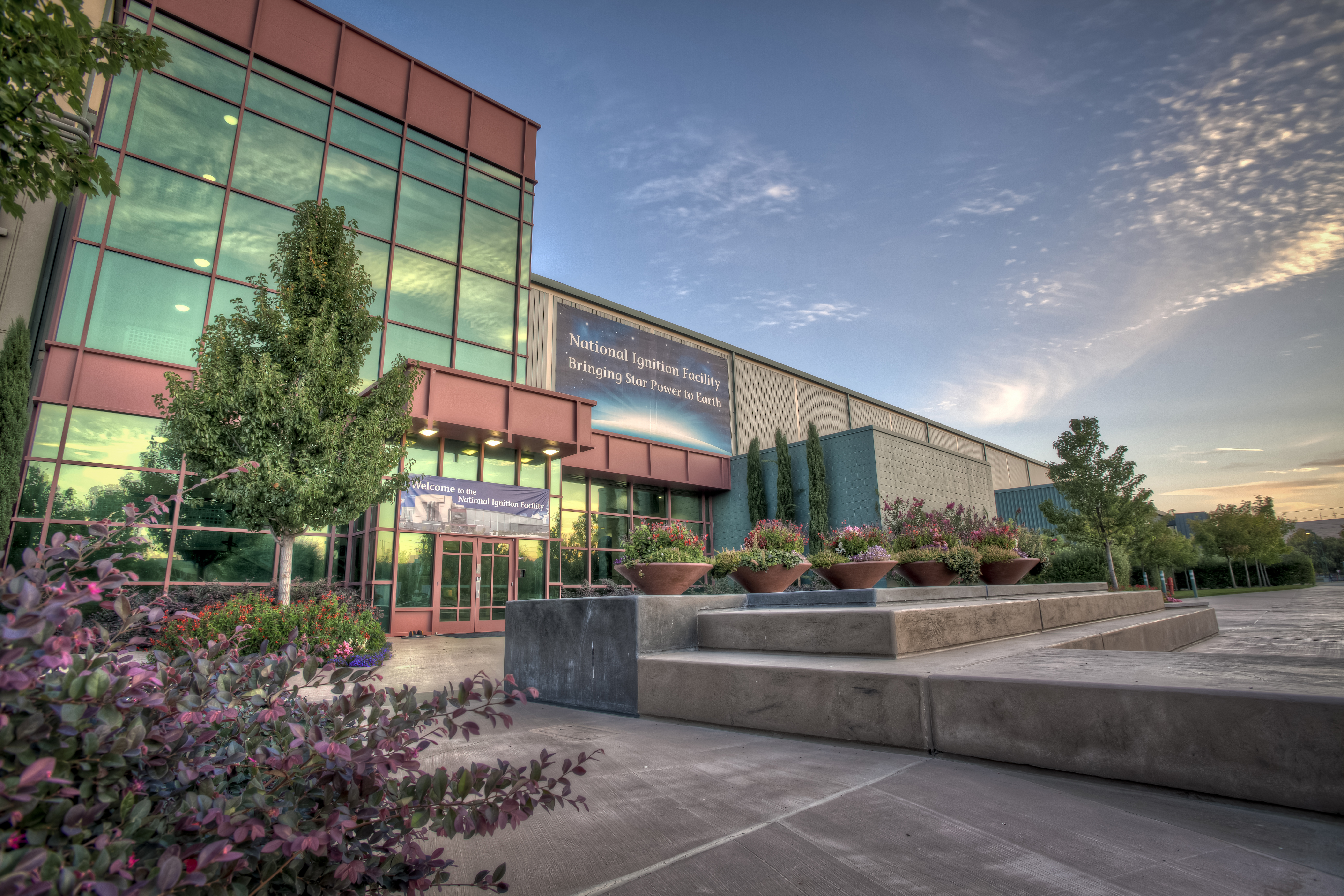
Facciata esterna della National Ignition Facility

La National Ignition Facility (o NIF, in italiano Struttura Nazionale di Ignizione) è una installazione di ricerca sulla fusione a confinamento inerziale basata su laser presso il Lawrence Livermore National Laboratory a Livermore negli Stati Uniti.
Il NIF usa dei laser per riscaldare e comprimere piccole quantità di idrogeno fino a che non si avvia una reazione di fusione nucleare. Il sistema è composto da 192 laser.
È il più grande ed energetico strumento di confinamento mai costruito al giorno d'oggi, e il primo dal quale ci si aspetta il raggiungimento dell'obiettivo di una reazione di fusione autosostenuta.
A febbraio 2009 ne è stata completata la costruzione ed è costato oltre 4 miliardi di dollari. Il suo ruolo nella ricerca di armi nucleari ne ha fatto un progetto controverso.

## Esperimenti
Nei primi esperimenti presso la National Ignition Facility una pallina di idrogeno pesante è stata bombardata concentrando su di essa i 192 raggi laser che compongono l'impianto all'interno di una sfera di alluminio del diametro di 10 metri: gli atomi di deuterio e trizio (i due isotopi pesanti dell'idrogeno) si sono fusi. In questa prima fase della sperimentazione i laser sono stati usati al 75% della loro potenza su un combustibile (gli isotopi di idrogeno) composto, per scelta, in condizioni sub ottimali. Inizialmente, l'energia consumata dai laser è di gran lunga maggiore rispetto a quella generata dalla reazione.
Oltre allo studio della fusione nucleare in campo energetico, alla NIF si studieranno anche i segreti delle stelle; infatti quello che si sta tentando di fare è riprodurre il fenomeno della fusione dell'idrogeno che avviene sul Sole e su altre stelle.
Il 2 ottobre 2013 viene annunciato che per la prima volta viene raggiunto il punto di pareggio con la tecnica di fusione a confinamento inerziale e quindi l'energia prodotta dalla fusione era pari a quella usata per alimentare i 192 laser che l'hanno scatenata.
Il 5 dicembre 2022 viene annunciato per la prima volta una produzione con guadagno netto di energia: il sistema aveva ottenuto 3.15 megajaule a fronte dei 2.05 forniti dei fasci laser per generare il plasma caldo. Tuttavia, l'energia per i circuiti di raffreddamento e per l'alimentazione dei vari apparecchi aveva richiesto 300 megajoule di energia, motivo per il quale un'applicazione commerciale di questa tecnologia richiederebbe una produzione energetica almeno 100 volte maggiore.